# Futura Volley Giovani
La Futura Volley Giovani è una società pallavolistica femminile italiana con sede a Busto Arsizio: milita nel campionato di Serie A2.

## Storia
La Futura Volley Giovani viene fondata nel 2017. Viene ammessa al campionato di Serie B2 nella stagione 2017-18, classificandosi al primo posto e ottenendo la promozione in Serie B1, categoria dove milita nell'annata 2018-19: anche in questa occasione chiude il proprio girone al vertice della classifica venendo promossa in Serie A2.
Nella stagione 2019-20 esordisce nella serie cadetta: nella stessa annata si qualifica anche per la prima volta alla Coppa Italia di Serie A2, venendo sconfitta ai quarti di finale.

## Rosa 2024-2025
| N° | Nome                | Ruolo | Data di nascita  | Nazionalità sportiva |
| -- | ------------------- | ----- | ---------------- | -------------------- |
| 1  | Barbara Zakościelna | S     | 24 luglio 1998   | Polonia              |
| 2  | Bianca Orlandi      | S     | 26 aprile 2003   | Italia               |
| 3  | Aurora Del Freo     | S     | 29 aprile 2006   | Italia               |
| 4  | Gaia Spiriti        | O     | 4 maggio 2007    | Italia               |
| 5  | Sofia Monza         | P     | 11 maggio 2002   | Italia               |
| 6  | Giada Cecchetto     | L     | 6 giugno 1991    | Italia               |
| 7  | Giulia Osana        | L     | 1º dicembre 2005 | Italia               |
| 8  | Alyssa Enneking     | S     | 8 dicembre 1997  | Stati Uniti          |
| 9  | Elisa Zanette       | O     | 17 febbraio 1996 | Italia               |
| 10 | Valentina Brandi    | P     | 8 maggio 2004    | Italia               |
| 11 | Chiara Landucci     | C     | 22 maggio 2002   | Italia               |
| 14 | Fatim Kone          | C     | 25 ottobre 2000  | Italia               |
| 15 | Sofia Rebora        | C     | 23 febbraio 1993 | Italia               |
| 17 | Federica Baratella  | L     | 13 febbraio 2006 | Italia               |